# Dana Reizniece
Dana Reizniece (* 6. November 1981 in Kuldīga, von 2011 bis 2024 verheiratete Reizniece-Ozola) ist eine lettische Schachspielerin und Politikerin. Von November 2014 bis Februar 2016 war sie Wirtschaftsministerin und von Februar 2016 bis Januar 2019 Finanzministerin ihres Landes. Der Titel Schachgroßmeister der Frauen wurde ihr 2001 verliehen.

## Leben
Dana Reizniece wurde als Tochter einer Buchhalterin und eines Fahrers in Kuldīga geboren. Sie besuchte die Mittelschule und das Gymnasium ihrer Heimatstadt. Nach Abschluss eines Studiums der Übersetzungswissenschaften und Terminologie in Ventspils leitete Dana Reizniece von 2008 bis 2010 den Technologiepark des Business Inkubator Ventspils. Unter anderem war sie damit betraut, das Wissen lettischer Ingenieure zu vermarkten, die zuvor für die sowjetische Weltraumtechnik gearbeitet hatten. Neben den Karrieren im Schachsport und in der Politik, erhielt sie 2013 den akademischen Grad Master of Business Administration an der International Space University in Straßburg.
Seit 2018 bekleidete Dana Reizniece-Ozola das Amt der Vizepräsidentin der Europäischen Schachvereinigung (ECU). Seit 2021 ist sie Generalsekretärin der FIDE.

## Schachsport
Während ihrer Schulzeit in Kuldīga begann sich Dana Reizniece mit acht Jahren für Schach zu interessieren. Bereits als 11-Jährige trat sie bei einem Turnier außerhalb der einstigen Sowjetunion (in Duisburg) an. Mit 15 Jahren wurde sie erstmals lettische Schachmeisterin. Sie gewann 1998 und 1999 die Jugendeuropameisterschaften in der Altersklasse U18 weiblich und 2002 den Frauenwettbewerb des Paul-Keres-Gedächtnisturniers in Tallinn. Bei den Jugendweltmeisterschaften erreichte sie 1995 in der Altersklasse U14 weiblich und 1998 in der Altersklasse U18 weiblich jeweils den zweiten Platz. Seit 2001 wird sie als Großmeister der Frauen (WGM) geführt.

### Nationalmannschaft
Dana Reizniece nahm seit 1998 an acht Schacholympiaden der Frauen teil (1998, 2000, 2004, 2006, 2010, 2012, 2014 und 2016), außerdem an vier Mannschaftseuropameisterschaften der Frauen (1999, 2001, 2011 und 2015). Sie spielte bei allen diesen Veranstaltungen am Spitzenbrett der lettischen Frauenmannschaft. Bei der Schacholympiade der Frauen 2016 besiegte sie Schachweltmeisterin Hou Yifan.

### Vereine
In Deutschland spielt Dana Reizniece seit 2004 bei der SG 1871 Löberitz in der Oberliga Ost beziehungsweise in der 2. Bundesliga. Von 2007 bis 2011 spielte sie außerdem in der Frauenbundesliga als Gastspielerin beim SC Leipzig-Gohlis. Seit 2018 spielt Reizniece-Ozola außerdem in Schweden für den Stockholmer Verein Wasa SK.

## Politische Karriere

Dana Reizniece-Ozola bei ihrer Vereidigung als Abgeordnete (2018)

Als Mitglied der Regionalpartei „Für Lettland und Windau“ (Latvijai un Ventspilij) wurde Dana Reizniece 2010 für das Bündnis der Grünen und Bauern erstmals in das lettische Parlament gewählt. Die Parlamentswahlen 2011, 2014 und 2018 brachten jeweils eine Wiederwahl mit sich.
2010/2011 war sie Parlamentarische Staatssekretärin im Verkehrsministerium. Vom November 2014 bis zum Februar 2016 war Dana Reizniece-Ozola Wirtschaftsministerin im Kabinett Straujuma II. In dieser Funktion betrieb sie die Liberalisierung des bis dahin allein vom russischen Staatskonzern Gazprom beherrschten lettischen Gasmarktes. Seither war sie Finanzministerin im neuen Kabinett von Māris Kučinskis. Als Schwerpunkte ihrer Haushaltspolitik benannte sie die Bereiche Bildung, Verteidigung und Gesundheit. Energischer als ihre Vorgänger ging sie gegen lettische Banken vor, die – insbesondere von russischen Kunden – zur Geldwäsche genutzt werden.
2018 war sie Spitzenkandidatin des Bündnisses der Grünen und Bauern im Wahlkreis Riga (Liste 16) und trat nach den Wahlen zur Latvijas Zemnieku savienība, einer der beiden größeren Parteien im Wahlbündnis, über.
Aufgrund ihrer Anstellung beim Weltschachverband legte Dana Reizniece-Ozola ihr Parlamentsmandat am 7. Januar 2021 nieder.

## Privates
Dana Reizniece war von 2011 bis 2024 mit Andris Ozols verheiratet und trug den Doppelnamen. Reizniece-Ozola ist vierfache Mutter und legte ihr Parlamentsmandat mehrmals wegen Schwangerschaft und Mutterzeit nieder. Ihr trotz der politischen Aufgaben fortbestehendes schachliches Wettkampfengagement begründete sie in der Begegnung mit dem Zeit-Reporter Ulrich Stock folgendermaßen: „Es erlaubt einem, sich aus der wirklichen Welt auszuklinken. Wenn man spielt, zählt nichts anderes. Man ist ganz drin. Es ist die beste Meditation.“

## Schriften
- mit Janis Sīlis, Ilze Ilziņa, Juris Borzovs: To Use or not to Use Metaphors in Latvian ICT Terminology. In: Pabaltijo tautu terminologijos problemos ir Europos Sajunga. Lietuvju Kalbos Instituto Leidykla, Vilnius 2006, ISBN 9986-66894-8, S. 108–121.